# Baureihe 601
De Baureihe 601, vroeger bekend als VT 11.5 was een voor de TEE-dienst gebouwde serie dieseltreinstellen van de Deutsche Bundesbahn.

## Trein en techniek
Voor het TEE-net dat in 1957 van start ging, ontwikkelde de Deutsche Bundesbahn een dieseltreinstel met luxueuze rijtuigen, de VerbrennungsTriebwagen 11.5. Voor het ontwerp werd teruggegrepen op diverse studies die door Kruckenberg sinds 1930 waren verricht. In 1954 was voor de verbinding Hamburg-Bazel de VT 10 op de rails verschenen. Deze trein had een dag- en een nachtversie. De dagtrein had korte rijtuigen die waren voorzien van eenassige jacobsdraaistellen. Omdat dit bij de VT 10 een onrustige loop veroorzaakte, is voor de TEE-stellen weer gekozen voor gewone draaistellen. Het treinstel bestond uit twee motorrijtuigen op kop, een concept dat later door de TGV en ICE is overgenomen. Tussen de motorrijtuigen bevonden zich vijf rijtuigen: een coupérijtuig, een barrijtuig, een restauratierijtuig, een salonrijtuig en nogmaals een coupérijtuig. Indien nodig konden nog drie rijtuigen worden toegevoegd. In 1962 hebben de treinstellen model gestaan voor de Deense Lyntogtreinen.

## Trans Europ Express
De Deutsche Bundesbahn startte haar TEE-diensten met vier treinen. Omdat nog niet alle VT 11.5 waren afgeleverd, zette de DB op 2 juni 1957 de VT 08 en zelfs de vooroorlogse VT 07 in in haar TEE-treinen. Zodra het mogelijk was werden ze vervangen door de VT 11.5:
- 15 juli 1957 TEE Saphir
- 14 oktober 1957 TEE Helvetia
- 1 december 1957 TEE Rhein-Main
- 28 december 1957 TEE Paris Ruhr

Als gevolg van de beperkte capaciteit werden een aantal diensten gereden met twee gekoppelde treinstellen, soms ook als combinatie van een VT 11.5 met een VT 08. Later werden drie tussenrijtuigen toegevoegd en kon met tien bakken per treinstel gereden worden.  

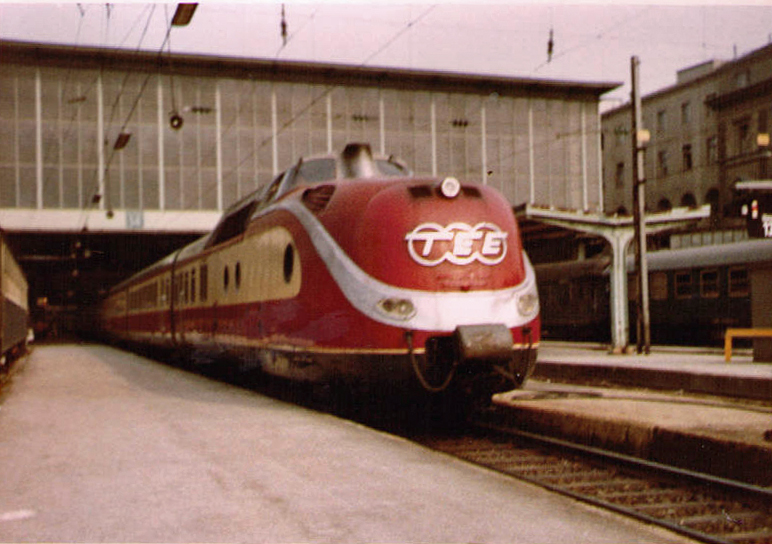
VT 11.5 als Mediolanum in München

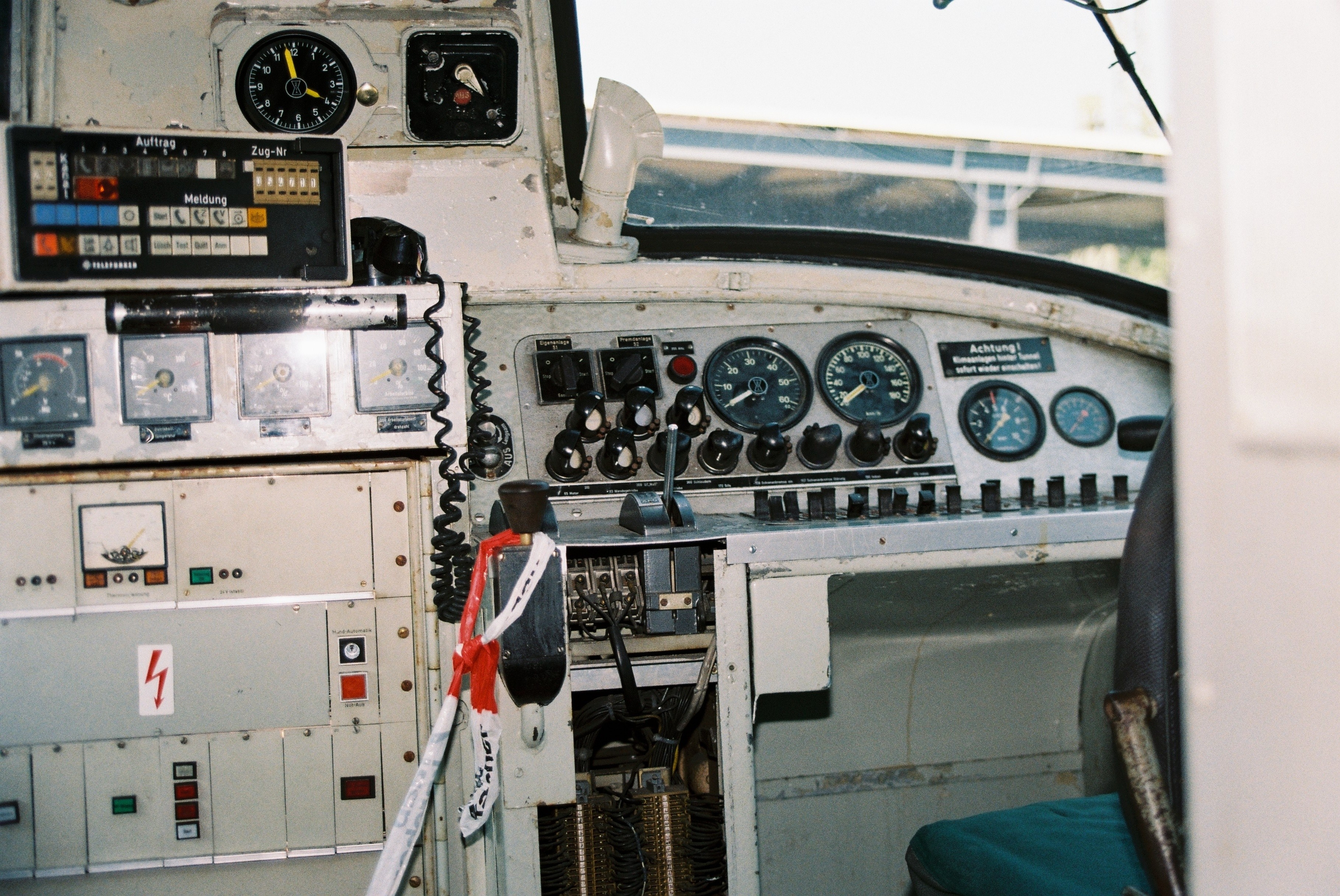
Stuurstand

Op 29 mei 1960 werd materieel geruild tussen de Paris-Ruhr en de TEE Parsifal zodat de VT 11.5 ook in de Parsifal werd ingezet. In 1965 was de elektrificatie in Duitsland zover gevorderd dat op een aantal verbindingen, zoals de Helvetia, kon worden overgeschakeld op getrokken treinen met elektrische tractie. De vrijgekomen treinstellen konden toen elders worden gebruikt:
- 30 mei 1965 TEE Diamant
- 1 juni 1969 TEE Mediolanum

In 1965 verviel de eis dat TEE treinen internationaal moeten rijden. De treinstellen werden tussen 1968 en 1971 dan ook als zogeheten F-Zug en daarna onder de nieuwe naam Intercity als treinen met alleen eerste klas ingezet:
- Ft 38/37 Hans Sachs Dortmund–München
- Ft 140/141 Sachsenroß Frankfurt/M–Köln
- Ft 117/120 IC Prinzregent Frankfurt/M–München
- Ft 170/171 IC Mercator Bremen–Stuttgart

In 1972 kwam een eind aan de TEE-dienst voor de, inmiddels als Baureihe 601 genummerde, treinstellen.

## Na de TEE dienst

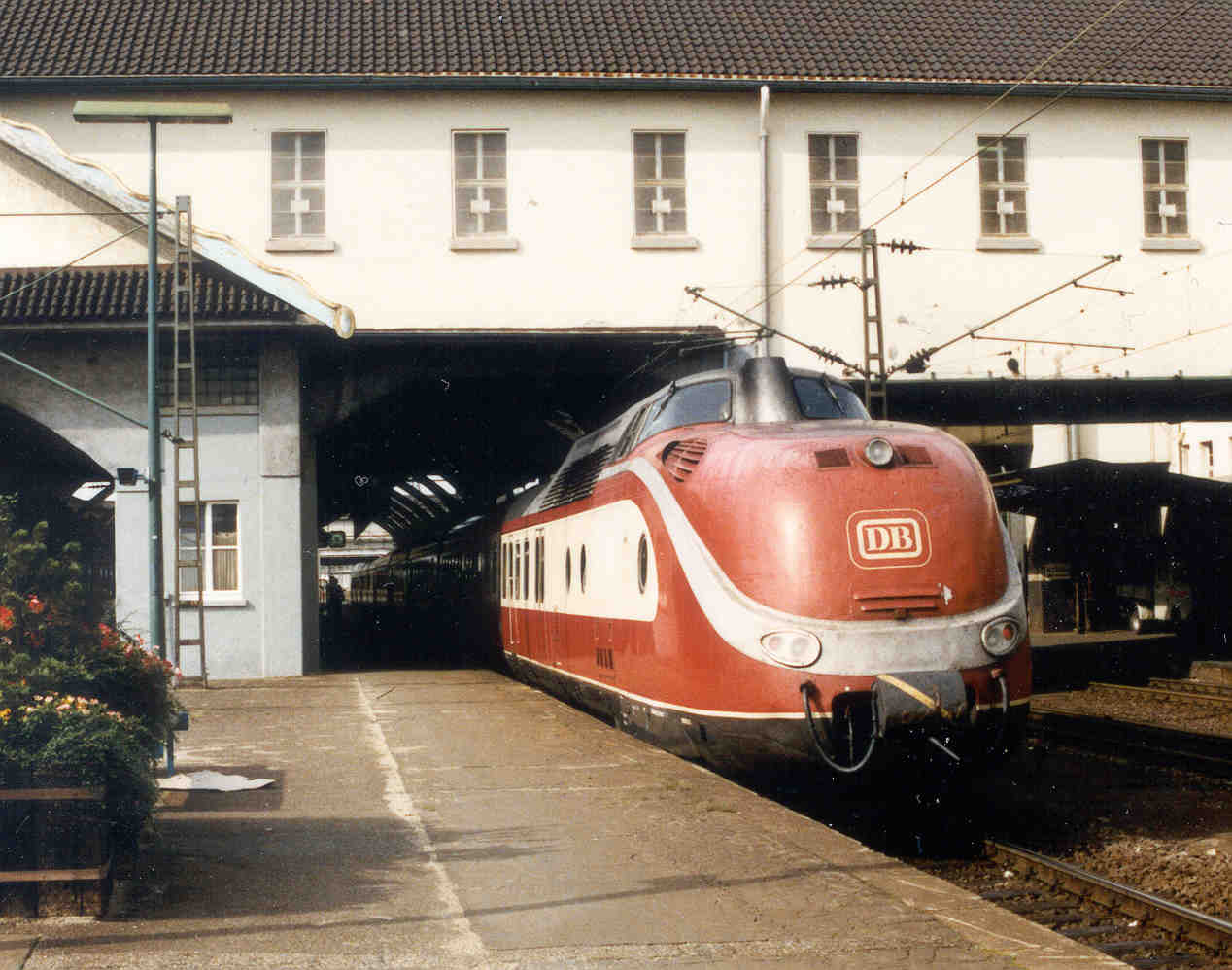
In 1987 als Alpensee express in Darmstadt
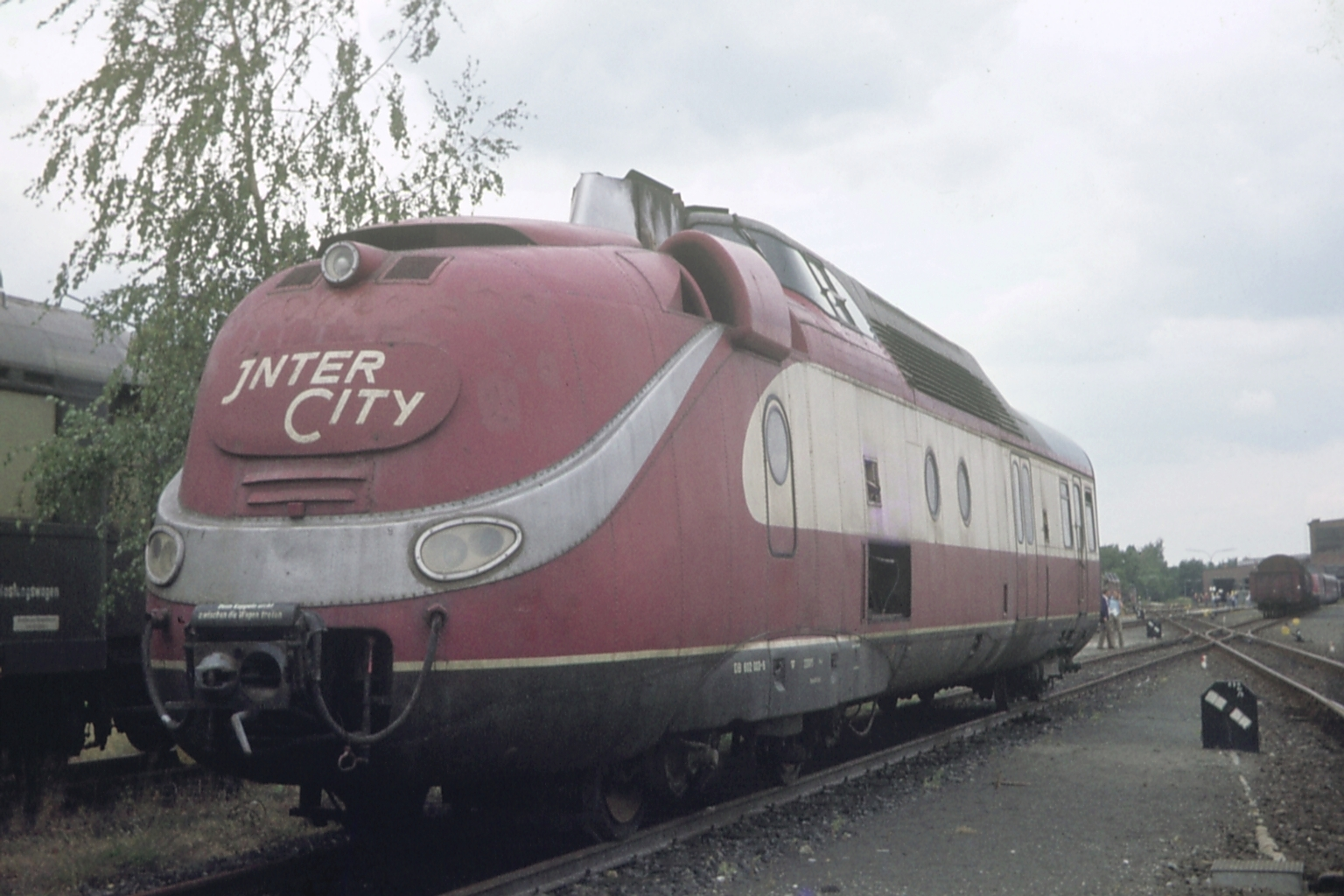
Omgebouwd naar 602 met gasturbine voor de Intercity dienst
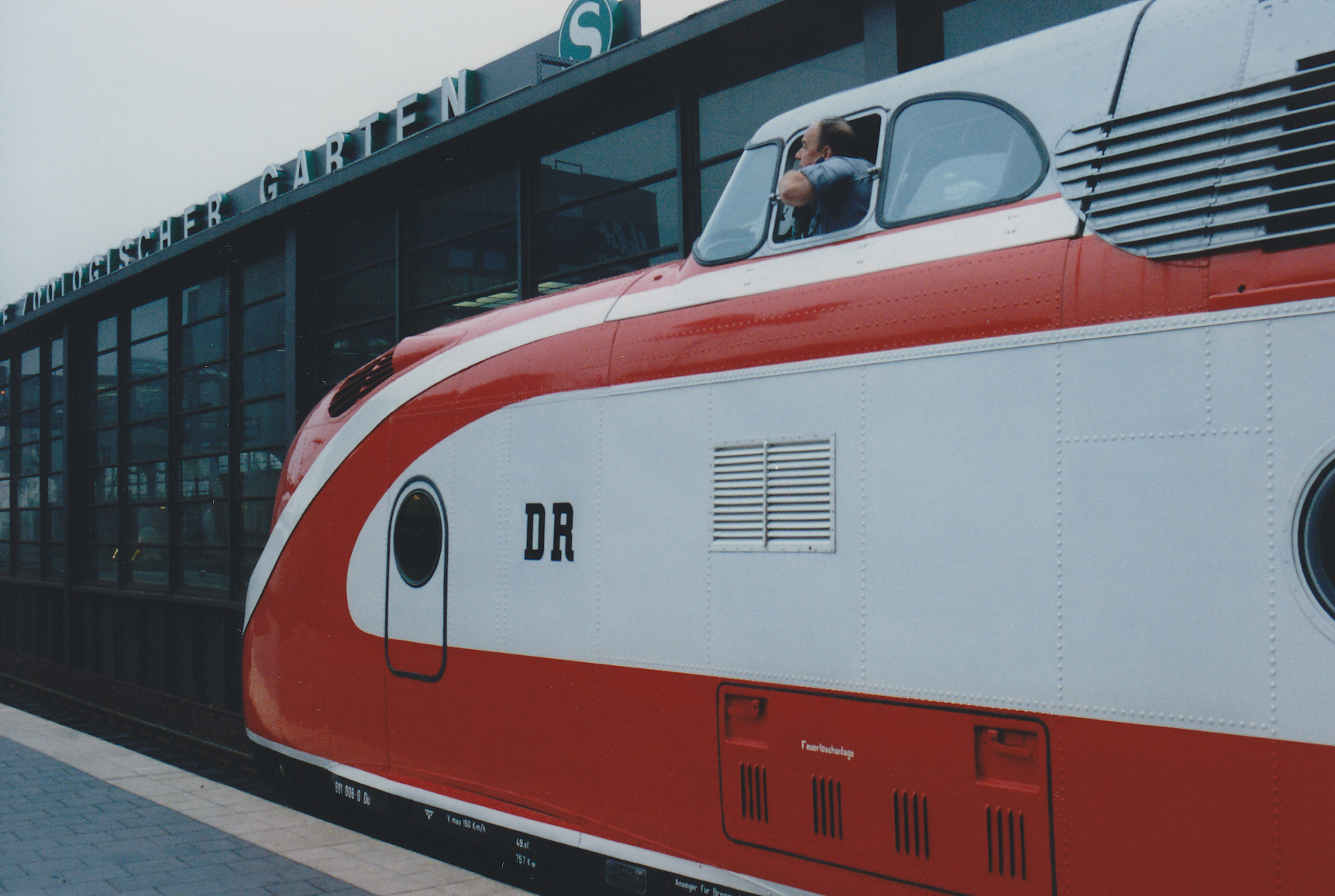
In 1991 in dienst van de Oost-Duitse Reichsbahn

In 1972 werden twee stellen voorzien van gasturbines (serie 602), door de oliecrisis in 1973 is van verdere verbouw van de treinstellen afgezien.
Na de TEE-dienst zijn de treinstellen ingezet op het binnenlandse Intercitynet en als vakantietrein. Voor de vakantietrein "Alpensee express" was een aantal rijtuigen verbouwd tot 2e klasse. Op 10 april 1988 kwam ook aan deze diensten een einde en werden de treinen opgeslagen in Italië. In 1990 werd een stel teruggehaald om te worden ingezet in de "Max Liebermann", de Intercity die in samenwerking van de West-Duitse Bundesbahn en de Oost-Duitse Reichsbahn werd ingezet tussen Berlijn en Hamburg.

## Trivia
Van dit type treinstel is een exemplaar door de ESG (Eisenbahn und Sonderwagen Betriebsgesellschaft mbH - Blue Star Train ) in gebruik als stationair restaurant.